# Fotboll i Chile
Fotboll i Chile på organiserad nivå började med brittiska sjömän och deras båtresor under handelsutbyte mellan Chile och Storbritannien under 1800-talet.

## Historik
Fotbollen kom till Chile när britterna visade upp sporten under besök till kommersiella hamnar som den i Valparaiso. Chilenare som bode i sådana områden kunde se sporten spelas. 1880 tog rika chilenska familjer upp sporten i sin tradition, och snart genomfördes de första chilenska fotbollsmatcherna. Detta skedde inom ramarna för den brittiska skolan Mackay y Sutherland de Cerro Alegre i Valparaiso.
Chiles äldsta klubb bildades i hamnstaden Valparaiso, och hette Valparaiso FC.
Chiles fotbollsförbund bildades 1895. Chile var med och bildade Conmebol som arrangerade  det första sydamerikanska mästerskapet, vilket 1975 fick namnet Copa América. 
Annat som hjälpte till att sprida sporten i Chile var turnerande klubbar från andra länder som Argentina och Peru, vilka besökte Chile. De första sydamerikanska turneringarna hjälpte också till att stärka Chile som fotbollslandslag. Under VM 1930 i Uruguay, presterade Chile bra men gick inte vidare till andra omgången efter förlust mot Argentina. VM 1962 spelades i Chile, och man slutade trea, vilket spred glädje efter den jordbävning som drabbat Chile.
Chiles fotboll tillhör de starkare i Latinamerika. Colo-Colo är enda chilenska klubb som vunnit Copa Libertadores medan klubbar som Cobreloa, Unión Española och Universidad Católica besegrats i finalen och slutat tvåa.

### Fotnoter
1. ↑  http://html.rincondelvago.com/futbol-chileno.html
2. ↑  ”Arkiverade kopian”. Arkiverad från originalet den 27 december 2008. https://web.archive.org/web/20081227100838/http://www.chile.com/tpl/articulo/detalle/ver.tpl?cod_articulo=765. Läst 3 september 2008.
3. ↑  ”Arkiverade kopian”. Arkiverad från originalet den 30 augusti 2008. https://web.archive.org/web/20080830012832/http://www.fifa.com/u20womensworldcup/destination/hostcountry/index.html. Läst 3 september 2008.
4. ↑  http://es.fifa.com/worldfootball/ranking/news/newsid=1184940.html#chile+escala+suena Arkiverad 22 februari 2014 hämtat från the Wayback Machine.